# Spio crenaticornis
Spio crenaticornis är en ringmaskart som beskrevs av Montagu 1813. Spio crenaticornis ingår i släktet Spio och familjen Spionidae. Inga underarter finns listade i Catalogue of Life.